# Nelson F. Adkins
Nelson Frederick Adkins (geboren am 3. Februar 1897 in Hartford, Connecticut; gestorben am 27. Juli 1976 in New York) war ein amerikanischer Literaturwissenschaftler, der vor allem mit Arbeiten zur amerikanischen Literatur des späten 18. und des frühen 19. Jahrhunderts hervorgetreten ist.
Adkins studierte am Trinity College in seiner Heimatstadt Hartford (A.B. 1920, A.M. 1921) und an der Yale University (Ph.D. 1925). 1924 begann er seine Lehrtätigkeit an der New York University, der er zeitlebens verbunden blieb. 1931 wurde er hier zunächst Assistenz-, 1952 dann ordentlicher Professor für Amerikanische Literatur; 1970 wurde er emeritiert.

## Werke
- Fitz-Greene Halleck: An Early Knickerbocker Wit and Poet. Yale University Press, New Haven CT 1930.
- Philip Freneau and the Cosmic Enigma: The Religious and Philosophical Speculations of an American Poet. New York University Press, New York 1949; Reprint: Russell & Russell, New York 1971.
- (Hrsg.): Thomas Paine: Common Sense and Other Political Writings. The Liberal Arts Press, New York, 1953.

| Personendaten    | Personendaten                                 |
| ---------------- | --------------------------------------------- |
| NAME             | Adkins, Nelson F.                             |
| ALTERNATIVNAMEN  | Adkins, Nelson Frederick (vollständiger Name) |
| KURZBESCHREIBUNG | amerikanischer Literaturwissenschaftler       |
| GEBURTSDATUM     | 3. Februar 1897                               |
| GEBURTSORT       | Hartford (Connecticut)                        |
| STERBEDATUM      | 27. Juli 1976                                 |
| STERBEORT        | New York City                                 |